# Халькогениды
Халькогени́ды (от греч. χαλκος — руда и γενος — рождающий) — бинарные химические соединения халькогенов (элементов 16-й группы периодической системы, к которым относятся кислород, сера, селен, теллур, полоний и ливерморий) с металлами.
Халькогениды были названы так, потому что в природе чаще всего встречаются в виде различных руд металлов в виде соединений цинка, меди, железа, свинца, молибдена и др. — сульфидов, селенидов, теллуридов.
Несмотря на то, что кислород формально относится к семейству халькогенов, оксиды обычно не причисляют к халькогенидам, выделяя их в отдельный класс.
Халькогениды щелочных металлов и щёлочноземельных металлов растворимы в воде и подвержены гидролизу. Многие из них разлагаются водой с образованием соответствующей кислоты (сероводородной, селеноводородной, теллуроводородной).
Большинство халькогенидов переходных металлов нерастворимо в воде или труднорастворимо (так как их кристаллы часто имеют плотнейшую упаковку атомов).
Почти все важные полиметаллические руды являются халькогенидами, например, сфалерит, киноварь, свинцовый блеск, молибденит и многие другие.

## Применения
Сульфиды, селениды и теллуриды таких металлов как цинк, кадмий, ртуть, свинец и другие обладают многими полезными полупроводниковыми, фотополупроводниковыми, люминесцентными и сцинтилляционными свойствами и используются в соответствующих применениях.
Дисульфид молибдена по механическим свойствам напоминает графит и используется в качестве термостойкой смазки трущихся поверхностей.
Особый класс материалов — халькогенидные стёкла, находят применение в твердотельных лазерах, устройствах использующих нелинейные оптические эффекты. Также эти материалы применяются в качестве запоминающей среды компакт-дисков и DVD (в частности, CD-RW).
Некоторые халькогениды используются как фоторезист в фотолитографии.
Также применяются в качестве катализаторов в органическом синтезе.
Теллурид сурьмы-германия применяется в резистивных элементах PCRAM — энергонезависимой памяти, использующей эффект переключения агрегатного состояния при нагреве, свойственный халькогенидным стёклам.